# Buellia regineae
Buellia regineae är en lavart som beskrevs av Bungartz. Buellia regineae ingår i släktet Buellia och familjen Physciaceae.   Inga underarter finns listade i Catalogue of Life.